# Achille Mbembe
Achille Mbembe, född 1957, är en kamerunsk filosof som bland annat gjort sig känd för sin teori om nekropolitik. Han är professor i historia och politik vid Witwatersrand Universitet i Johannesburg och är författare till böckerna Necropolitics och Critique of Black Reason. Mbembe doktorerade i historia vid Sorbonne-universitetet i Paris samt innehar en masterexamen i statsvetenskap från Institut d'études politiques de Paris.Han är hedersdoktorand samt hedersprofessor vid Paris universitet, Université catholique de Louvain i Belgien samt Jakob Fugger-Zentrum i Tyskland.

## Nekropolitik
Achille Mbembes tankar om nekropolitik ställer sig i kontrast till Michel Foucaults tankar om biomakt. Mbembe anser att statens kontroll över människors kroppar i dag inte är lika signifikativt som när Foucault formade sina tankar kring biomakt. Den disciplinära makten som staten tidigare hade rätt att utöva har i många länder minskat för att inte säga försvunnit och istället ersatts med nekromakt. Därför menar denne att nekropolitik är ett slags alternativ till biomakt. Nekropolitik blir istället en makt över vad som klassas som liv eller ej.

## Kolonialism
Att Europa inte längre är den centrala maktfaktorn medför förändringar i världen liksom i människans tänkande. Mbembes koloniala studier har därmed enligt denne själv som ändamål att komma bort från en förlegad syn av Afrika. Till exempel menar denne att Afrika inte längre är den koloni som Frantz Fanon beskriver och istället riktar denne kritik mot interna afrikanska konflikter och vad han kallar för ett afrikanskt broderskap.  Å andra sidan lever bilden av den vita människan som brutal och utnyttjande kvar och har blivit mer komplex liksom motsägelsefull i och med neoliberalismens framfart i bakvattnen av de stora techbolagen.